# Eenrichtingsverkeer

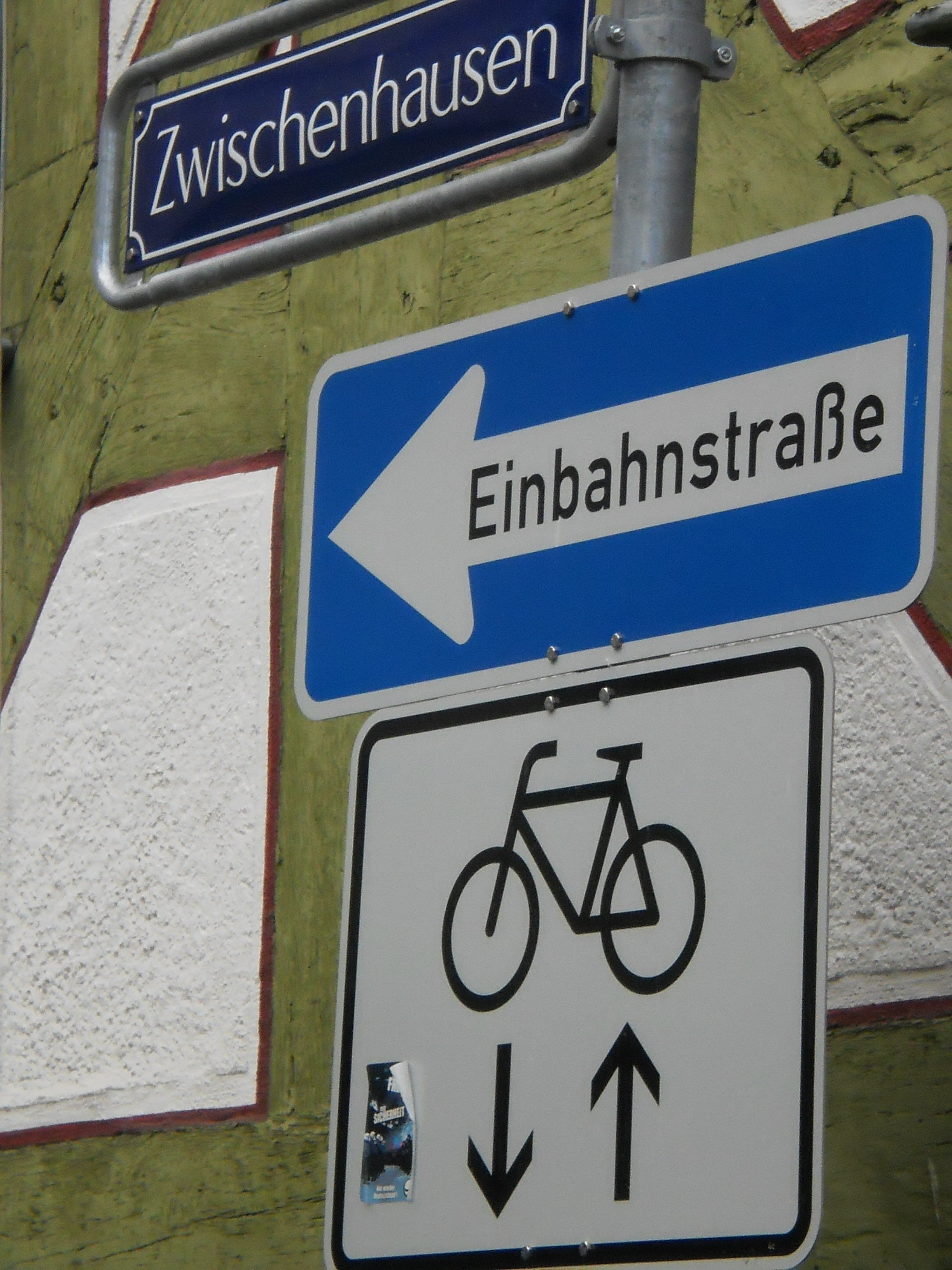
Eenrichtingsverkeer met fietsers in beide richtingen (Duitsland)

Eenrichtingsverkeer houdt in dat verkeer zich maar in een van beide richtingen beweegt, of kan en/of mag bewegen.
Het kan gaan om fysieke beweging van personen en voertuigen, maar bijvoorbeeld ook om informatie, dienstverlening en geld. Afhankelijk van de context heeft het in de laatstgenoemde gevallen vaak een negatieve bijklank.
Eenrichtingsstraten zijn vaak te smal om goed en veilig verkeer in beide richtingen mogelijk te maken. Vooral in de stads- en dorpskernen komen ze voor. Deze straten zijn doorgaans aangelegd toen er nog amper gemotoriseerd verkeer was, en de straten dus niet zo breed hoefden te zijn.
Soms is alle verkeer, behalve van voetgangers, in de andere richting verboden, in andere gevallen is het fietsers en soms ook bromfietsers toegestaan tegen de richting in te rijden; dit wordt dan aangegeven met een onderbord. In België spreekt men dan van "beperkt eenrichtingsverkeer" (BEV): de wegbeheerder moet dit standaard altijd toepassen, tenzij voor de veiligheid ook voor fietsers en bromfietsers eenrichtingsverkeer aangewezen is.
De verboden richting wordt in de meeste Europese landen aangegeven met een rond rood verkeersbord met een horizontale witte streep in het midden, de verplichte richting met een vierkant blauw bord met een witte pijl.
In Amsterdam bestaat eenrichtingsverkeer al sinds 1617. Binnen de wallen waren de steegjes en straten zo smal dat het drukke verkeer van de koetsen gehinderd werd, aldus Mike Dash in De ondergang van de Batavia.

Nederlands bord C2
Nederlands bord C3
Nederlands bord C4

## Eenrichtingsverkeer voor personen
Fysiek min of meer gehandhaafd eenrichtingsverkeer voor personen kan onder meer op de volgende wijzen:
- Roltrap (vereist toezicht, want hoeft op zich voor personen die goed ter been zijn geen beletsel te zijn). Dit wordt alleen toegepast als er toch al een hoogteverschil overbrugd moet worden.
- Deur met maar aan één kant een systeem om de deur tijdelijk te ontgrendelen, zoals een deurknop (vereist toezicht, want iemand aan de andere kant kan de deur open doen om iemand erdoor te laten). Wordt ook gebruikt bij een nooduitgang, maar dan wel vaak met alarm tegen misbruik.
- Trap met ingekanteld onderste deel (toegepast bij een brandtrap).
- Hek (of twee hekken achter elkaar) met aan één kant een sensor die het hek of de hekken opent (komt met lage hekjes vaak voor bij de ingang van een supermarkt).
- Laag draaihek met schuine draaias dat door een ratel maar in één richting kan draaien (vereist toezicht, want afhankelijk van lenigheid en postuur kunnen personen eronderdoor of overheen).
- Hoog draaihek bestaande uit verticale draaias die door een ratel maar in één richting kan draaien, met daaraan verbonden horizontale stangen in (bijvoorbeeld) drie richtingen (drie hekken vormend onder hoeken van 120 graden). Het geheel bevindt zich in een verticale cilinder met twee openingen van 60 graden, zodat men zonder draaien niet door het hek komt. Passeren aan een van de zijden van de as wordt onmogelijk gemaakt door vaste horizontale stangen aan de cilinder waar de horizontale stangen van het hek tussendoor bewegen, maar die een persoon die met het hek meedraait de weg versperren.
- Hek dat opent bij het drukken op een knop of het presenteren van een pasje (met de knop of de plaats waar het pasje moet worden gepresenteerd niet bereikbaar vanaf de andere kant).

Soms wordt een van deze systemen tegelijk gebruikt voor gecontroleerde doorgang in één richting (bijvoorbeeld tegen betaling) en vrije doorgang in de andere richting.
Daarnaast kan eenrichtingsverkeer natuurlijk door personeel worden gehandhaafd.

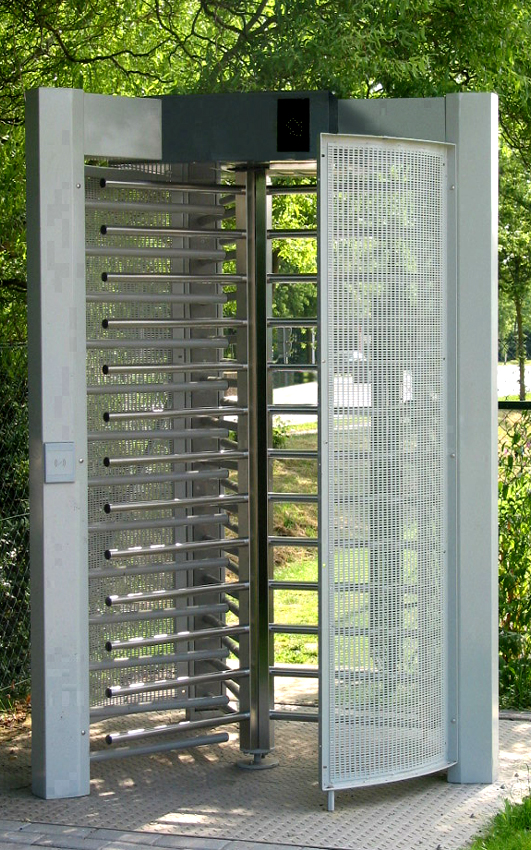
Hoog draaihek